# Reil
Reil település Németországban, Rajna-vidék-Pfalz tartományban. Lakosainak száma 959 fő (2023. december 31.). Reil Burg és Bengel községekkel határos.

## Népesség
A település népességének változása:
| Lakosok száma | 1342 | 1025 | 1010 | 968  | 950  | 995  | 959  |
|               | 1975 | 2015 | 2017 | 2019 | 2021 | 2022 | 2023 |